# 浙江大学紫金港校区
浙江大学紫金港校区位于中国浙江省杭州市西湖区的三墩镇，是浙江大学的新校区、主校区。

## 概况
它是浙江大学最大的校区和主校区，分东区和西区。紫金港校区东区于2001年9月开工兴建，2002年10月开始启用，面积2975亩。西区于2009年启动建设，面积约2420亩。紫金港校区总建筑面积约157万平方米。
2002年10月6日，来自各校区的6313名二年级（2001级）本科生入住紫金港校区学生村，成为紫金港历史上首批入驻学生，这也标志着紫金港校区学生村正式投入使用。除首批入住的6000余名2001级级本科生外，6000名2002级新生于10月14日入住紫金港校区学生村，此后浙江大学本科新生全部入住紫金港校区。2007年4月20日，浙江大学校部机关由玉泉校区迁往紫金港，紫金港校区正式取代玉泉成为浙大的主校区。
目前，入校新生往往分入求是学院，统一居住于紫金港校区。尚有不少学院高年级学生亦居住于此。紫金港校区学生住宿区共分七个学园，自东向西、自北向南分别名为“白沙”、“翠柏”、“青溪”、“丹阳”、“蓝田”、“紫云”、“碧峰”。因管理需要，青溪学园与丹阳学园已合并为丹阳青溪学园，简称丹青学园；紫云学园与碧峰学园已合并为紫云碧峰学园，简称云峰学园。

## 包含学院
- 外国语学院
- 管理学院
- 公共管理学院
- 生命科学学院
- 农业与生物技术学院
- 环境与资源学院
- 生物系统工程与食品科学学院
- 动物科学学院
- 医学院
- 药学院
- 建筑工程学院
- 海洋科学与工程学院
- 竺可桢学院
- 人文学院
- 传媒与国际文化学院
- 教育学院

## 建筑设施
教学办公
- 紫金港校区图书信息大楼[5]

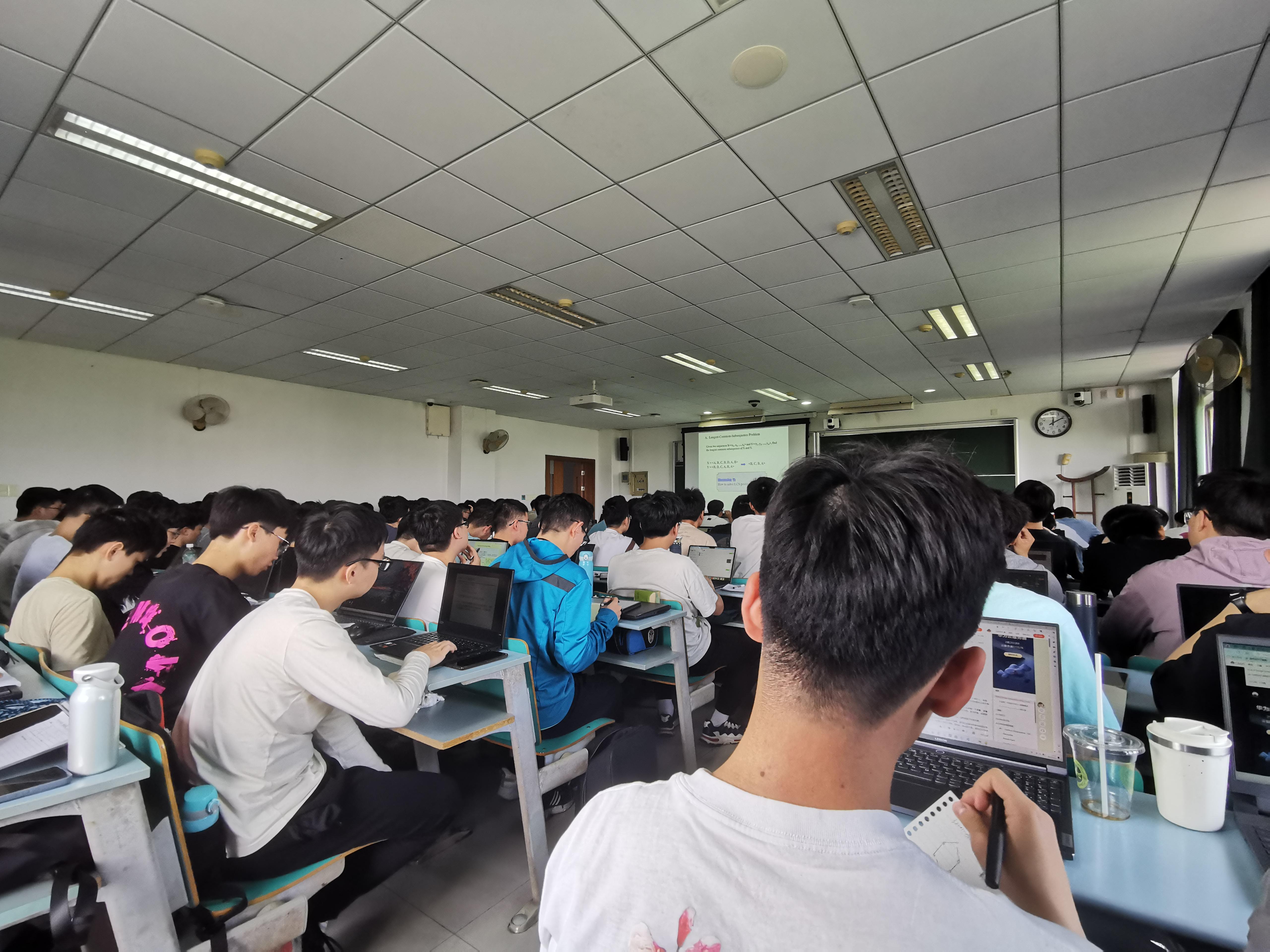
西教学楼里面的教室

- 东一、东二、东三、东四、东五、东六、东七教学楼
- 西一、西二、西三、西四教学楼
- 生命科学学院
- 农生环组团大楼
- 分动力中心
- 医学院综合楼 [6]
- 药学院
- 动物实验中心
- 医学专业图书馆
- 建工学院
- 紫金港校区金工、化学、生物试验中心[7]
- 计算中心
- 临水报告厅
- 艺术与考古博物馆
- 南华园
- 林启像
- 求是大讲堂
- 求是创新门楼[8]

文娱体育
- 小剧场、广场
- 学生活动中心
- 运动场（包括足球场、体育场、篮球场）
- 游泳池
- 风雨操场

后勤与宿舍
- 食堂
- 白沙园
- 翠柏园
- 青溪园
- 丹阳园
- 蓝田园
- 紫云园
- 碧峰园

校园道路
- 校园外围四周：花蒋路（西）、余杭塘路（南）、紫荆花北路（东）、藕舫路（东北）、育英路/龙宇街[9]（东北）、留祥路（北）
- 遵义西路
- 吉安路
- 迪臣中路、迪臣南路
- 藕舫中路、藕舫南路
- 泰和路

## 交通

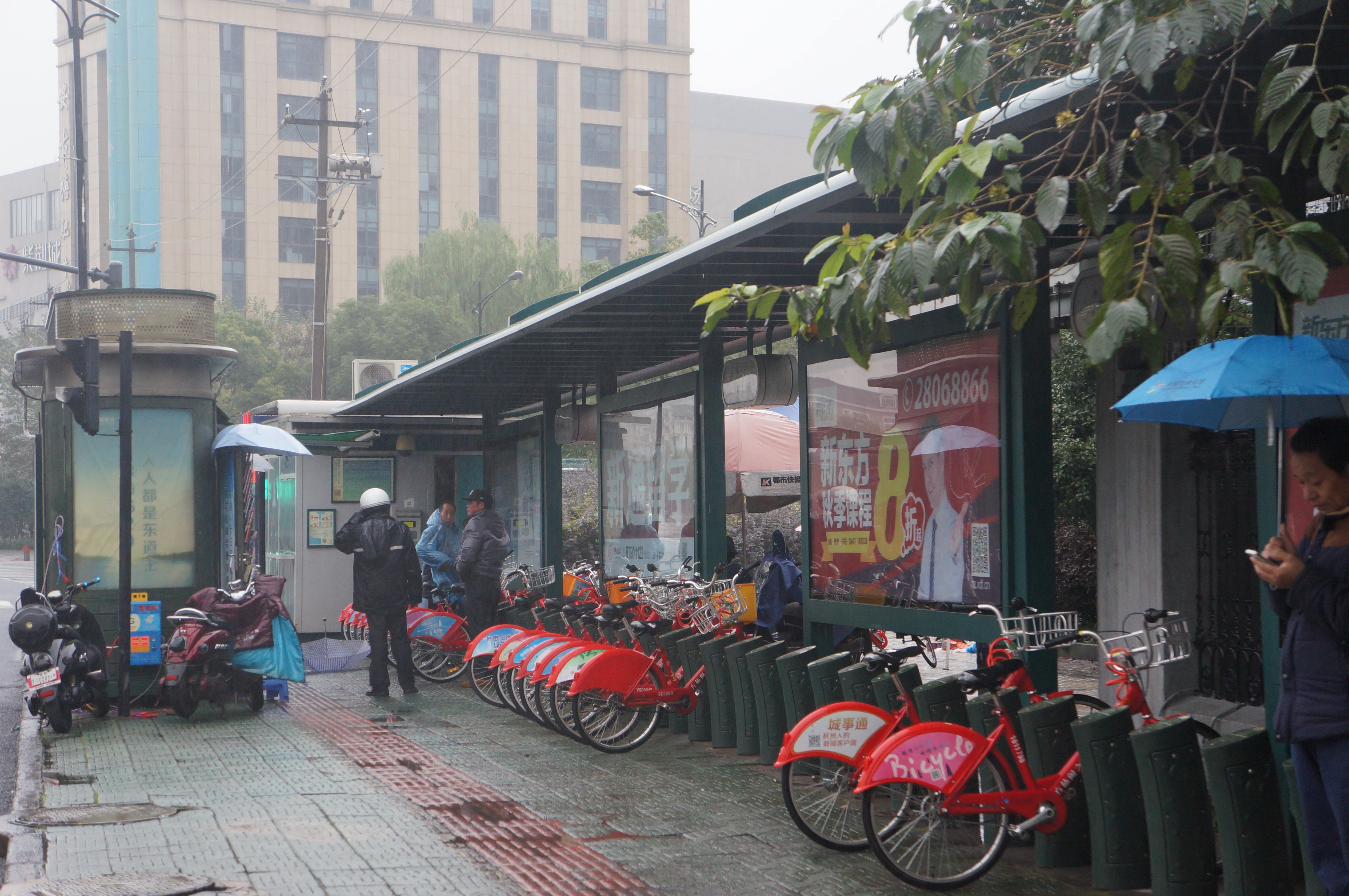
位于校区东门的杭州公共自行车租赁点

### 杭州公交
- 东二门：浙大紫金港校区（74、89、93、129）
- 南大门：余杭塘路崇信路口（148、220）
- 西一、西二门：俞家村（7149）
- 西三门：万安大桥（199、7149、1303M）
- 北门：应家桥（7123）

### 杭州地铁
- 南大门、南二门：  5号线浙大紫金港站
- 东二门：  2号线虾龙圩站